# 大手前通り (姫路市)

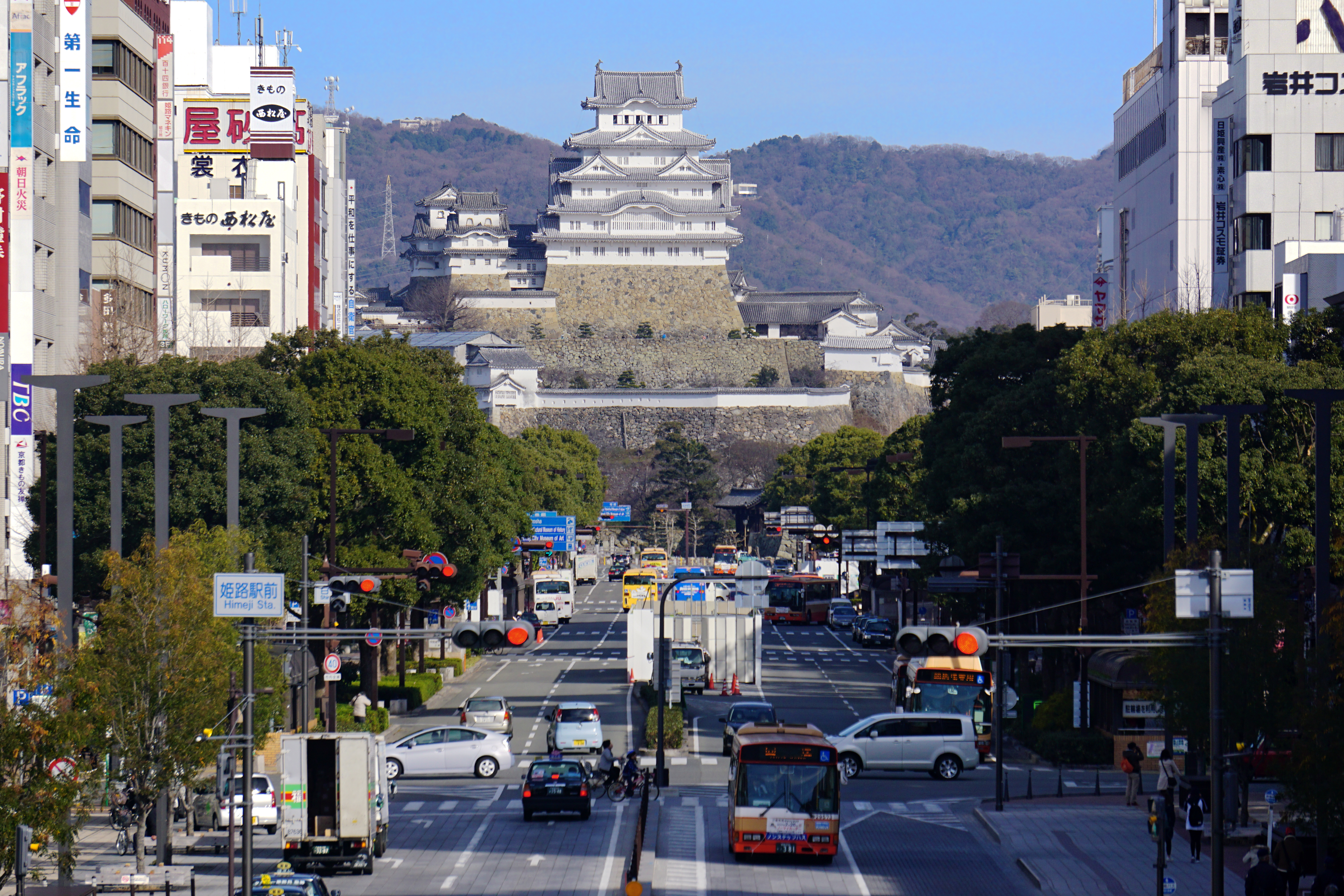
眺望デッキ「キャッスルビュー」から北望。姫路城を正面に望む（2017年1月）

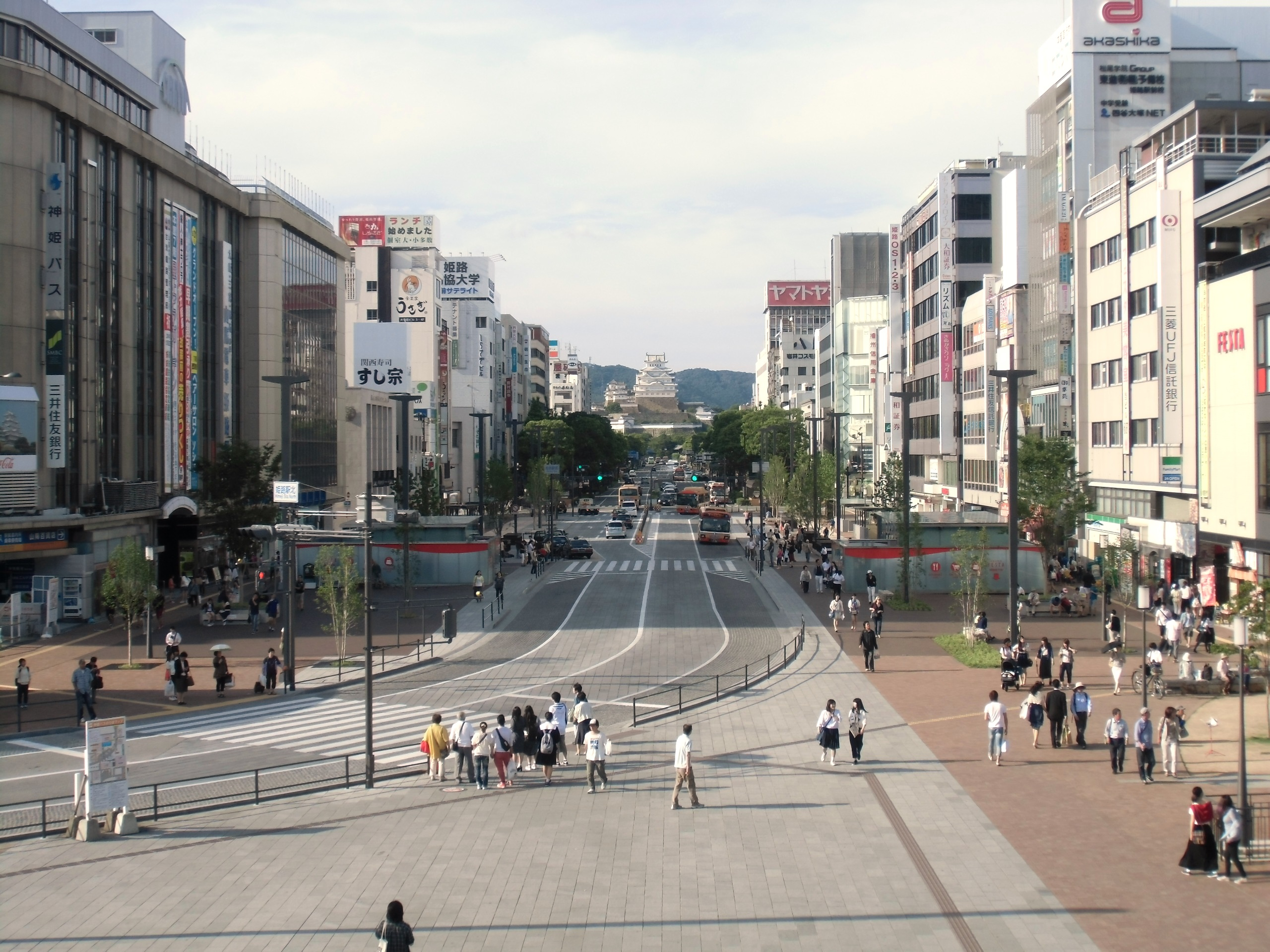
眺望デッキ「キャッスルビュー」から北望。かなた正面に姫路城を望む（2015年6月）

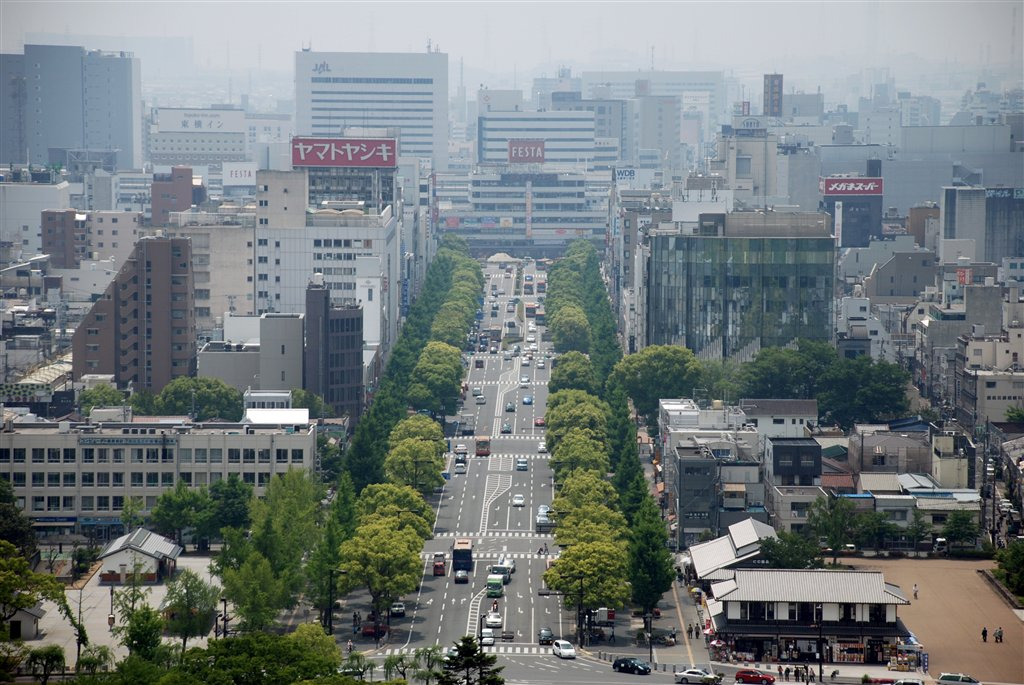
姫路城から見た大手前通り。奥には姫路駅北口と姫路駅ビル（FESTA）が見える（姫路駅周辺再整備前：2009年6月撮影）。

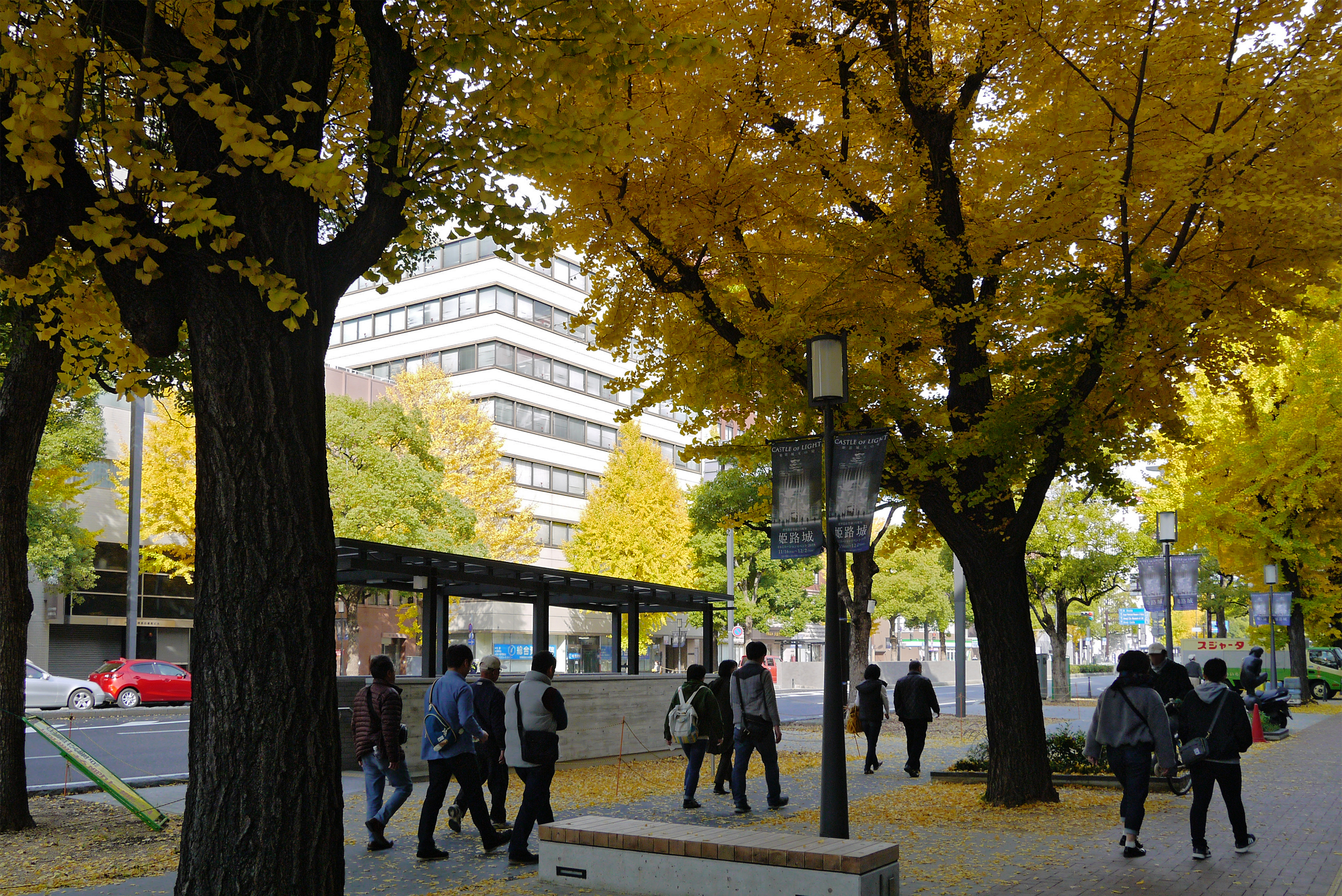
イチョウ並木の歩道（2018年12月）

大手前通り（おおてまえどおり）は、兵庫県姫路市にある、JR山陽本線姫路駅から姫路城大手門（桜門）前の姫路城前交差点に至る、全長約840m・幅員50mの道路。日本の道100選の一つに選ばれている。姫路城城下町、中曲輪・外曲輪に当たる範囲にある。
路線名は姫路市道幹第1号線、都市計画道路名は駅前幹線だが、一般にはほとんど用いられていない。

## 概要
大手前通りは姫路駅北口から世界文化遺産・国宝姫路城を真正面に望めるメインストリートである。50mの広幅員を有し、全線が無電柱化されるなど、姫路城の景観を損なわないように特に配慮されている点が大きな特徴である。両側歩道はクスノキとイチョウ並木が続き、読売新聞社選定の「新・日本街路樹100景」のひとつに選定されている。多数のブロンズ像などが設置されており、様々なイベントの場、憩いの場として親しまれている。
通りの左右には山陽百貨店やヤマトヤシキ姫路店（2018年2月28日閉業）などの百貨店、それに銀行等が立ち並ぶ。姫路駅北駅前広場から約170m北上した「白銀交差点」で西行き一方通行の姫路市道十二所前線と直交し、更に400m北上した「大手前交差点」で東行き一方通行の国道2号と直交する。東側に平行してアーケード商店街「みゆき通り商店街（御幸通）」「おみぞ筋商店街（小溝筋）」が通る。またヤマトヤシキの北西角で、東西に走る「二階町商店街」と交差する（大手前通り以西は「西二階町商店街」）。
姫路中心市街地と近郊各地域を結ぶ神姫バスのうち、姫路駅北口に到着するほぼ全てのバス路線が通過する重要な道路でもある。

### 路線データ
- 都市計画道路番号：3.1.101
- 都市計画道路路線名：駅前幹線
- 起点：姫路市西駅前町
- 終点：姫路市本町
- 主な経由地：姫路市白銀町
- 延長：約840m
- 幅員：50m
- 以下は白銀交差点以北の数値
  - 歩道：14.625m×2
  - 車道：20.750m
    - 路肩：約1.3m×2
    - 中央分離帯：約2m
- 車線数：4車線
- 最高速度：40km/h

建設当初の舗装工事の概要は次の通り。
- 延長：832m、うち国道以北277m、以南544m
- 幅員：50m
  - 高速度車道：国道以北11m、以南17m（中央部）
  - 緩速度車道：国道以北6m、以南6m（両側）
- 構造
  - 高速度車道：コンクリート舗装 厚さ20cm
  - 緩速度車道：アスファルト舗装 厚さ6cm

## 歴史

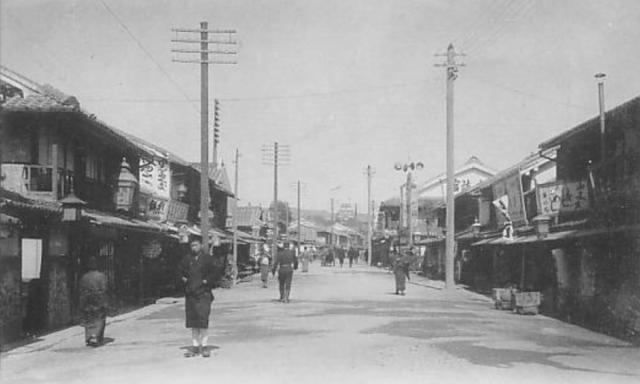
大正時代の大手前通り付近（大手前通り整備前）から姫路城を望む

姫路市中心部は太平洋戦争末期の1945年（昭和20年）7月3日深夜、姫路大空襲によって甚大な被害を受けた。それまで姫路城下の大手筋は、江戸時代から明治中期までは現在の大手前通り（当時の名称は国府寺小路）の1筋西側の中之門筋、1903年（明治36年）以降は現在の大手前通りの1筋東側の御幸通だった。第二次世界大戦後の戦災復興土地区画整理事業の目玉事業として、姫路城と姫路駅を結ぶ道路（国府寺小路）の拡幅が姫路市都市計画街路として計画され、1949年（昭和24年）9月に着工、1955年（昭和30年）2月20日に完成式典が行われた。建設当時は「五十米道路」と仮称されていたが、姫路市と姫路観光協会主催による一般公募が行われ、応募総数1996点中38点を占めた「大手前通り」と命名された。当初はかつての御堂筋がそう言われたように「飛行場でも作るのか」と揶揄されたが、その後の姫路市内における交通量の増大によって、その必要性は実証された。計画段階では駅前広場と姫路城天守閣第四層の千鳥破風の鬼瓦とを結ぶ線を中心線としていたが、実際に測量すると東側の法線が国府寺小路の約8メートル西になったため、中心線を東に8メートルずらし東側の法線をほぼ国府寺小路の線となるようにした。
1955年（昭和30年）の完成当初は、中央部に高速度車道（6車線、18.0m）、両側に緑地帯（4.0m）、緩速度車道（6.0m）、両端部に歩道（6.0m）を備え、全区間が電線類地中化（地下埋設）で無電柱され、景観に配慮された道路だったが、モータリゼーションの到来とともに交通量が激増し、緩速度車道がバス停やタクシーの乗降に使われ、緑地帯脇での不法駐車、放置自転車も多く、各所で混雑が目立ち美観が損なわれるようになったため、1984年（昭和59年）2月から1988年（昭和63年）にかけて「大手前通りシンボルロード整備事業」が行われ、道路は「お城にあこがれるゾーン」「お城を想うゾーン」「お城を眺めるゾーン」の特徴ある3つのゾーンに分割された。この整備事業では、緩速度車道の廃止に伴う歩道の拡幅（6m→14.625m）、緑地帯を連続させてグリーンベルト化し、植物も常緑低木のトベラ、キョウチクトウから常緑高木のクスノキに植え替えてクス並木を車道側に新設し、既存のイチョウ並木は樹陰帯化を図った。また人道舗装（ペイブメント）としては、城下町を連想させるため陶板舗装とし、公園のような雰囲気を醸成するため石組みの植樹升や木製ベンチなどのストリートファニチャー（街路備品）を配置するなど、演出に工夫を凝らした。
2021年（令和3年）2月12日、歩行者利便増進道路（通称：ほこみち）に指定された。

### 受賞
- 1986年（昭和61年）8月10日 - 建設省（現・国土交通省）の「道の日」実行委員会から「日本の道100選」に選定[21]。
- 1989年（平成元年） - 大手前通りシンボルロード整備事業が第1回全国街路事業コンクール（全国街路事業促進協議会主催）で「建設省都市局長賞」を受賞[22]。
- 1994年（平成6年） - 読売新聞社選定の「新・日本街路樹100景」に選定[5]。
- 2005年（平成17年） - 大手前通りシンボルロード整備事業が第17回全国街路事業コンクールで「審査委員長記念賞」を受賞[23]。
- 2015年（平成27年）10月30日 - 「姫路駅北駅前広場および大手前通り」が2015年度グッドデザイン賞（特別賞「地域づくりデザイン賞」）を受賞[24][25][26]。

## 路線状況

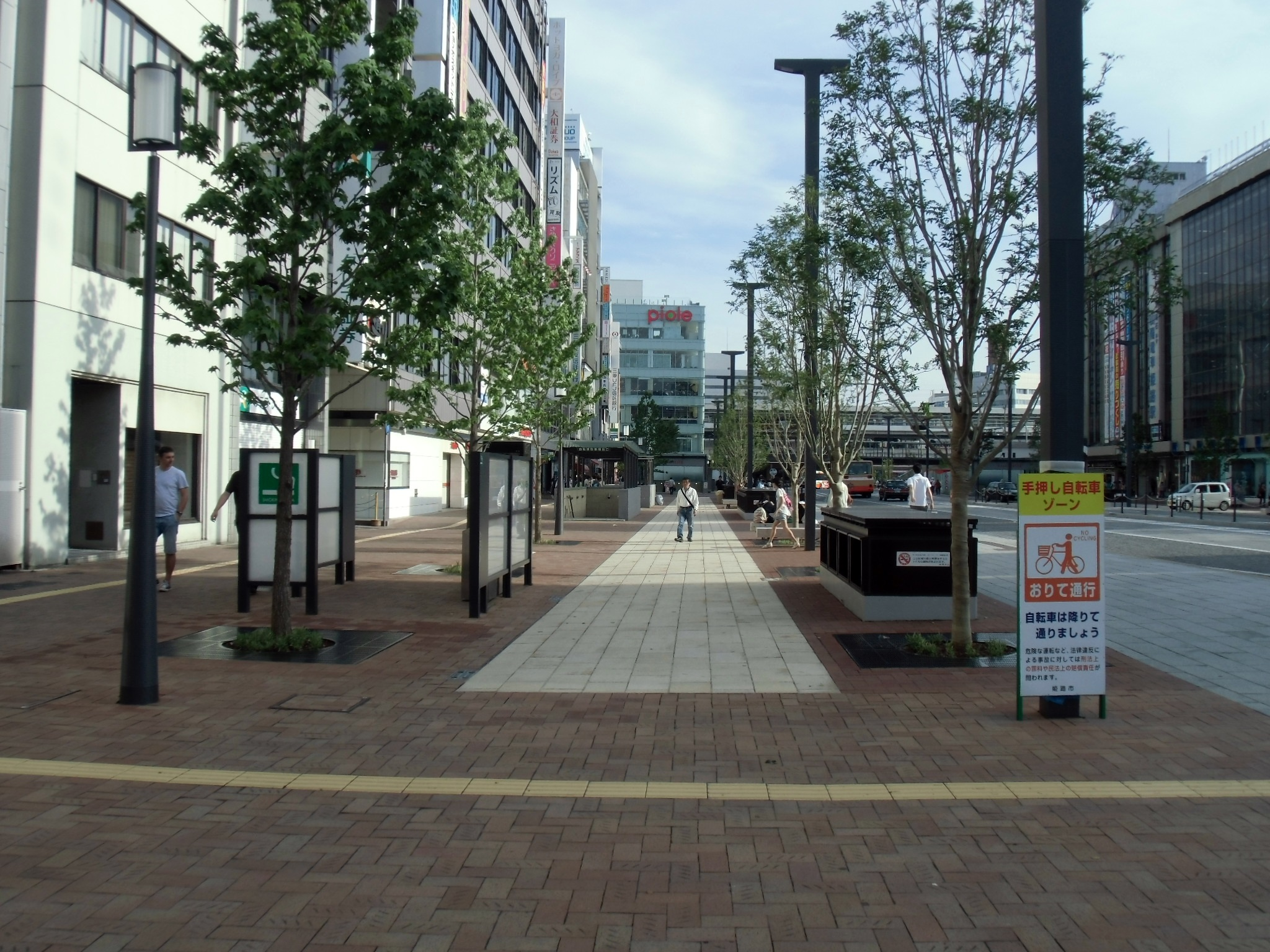
トランジットモール化で拡幅された歩道。奥はピオレ姫路（2015年6月）

2011年度（平成23年度）から行われた姫路駅周辺整備事業によって、十二所前線以南の大手前通りはトランジットモール化による車道の削減と歩道の拡幅工事が実施され、2012年（平成24年）6月20日から一般車両の通行を制限、2015年（平成27年）4月1日から、道路交通法により路線バス・タクシーを除く車両（オートバイ・原動機付自転車含む）の通行が禁止された。なお、自転車についても、十二所前線以南の大手前通りを含む姫路駅北駅前広場一帯は、道路交通法上走行できない区間のため、歩道を手押しで通行する必要がある。
また、2008年（平成20年）4月1日から、大手前通りと姫路城周辺は「姫路のまちを美しく安全で快適にする条例」（平成8年3月26日条例第1号）により路上喫煙禁止区域に、2015年（平成27年）3月27日から姫路駅北駅前広場も路上喫煙禁止区域に指定され、路上喫煙行為で1000円の過料が科せられるほか、ごみのポイ捨て行為で2万円以下の罰金が科せられる場合がある。

### 施策・イベント
姫路市では大手前通りを活用する施策として、姫路城周辺の環境整備「彫刻のある街づくり」として両側歩道内に18体の彫刻を設置し、都市に潤いと文化をもたらす景観づくりを行っているほか、道路に面した商店街のショーウィンドウを利用して絵画などを展示する「ストリートギャラリー」も行っており、通行人の目を楽しませている。
また、この通りは姫路市の主なイベントや祭りが行われる場所でもある。6月には長壁神社の祭り「姫路ゆかたまつり」、8月初旬には20万人の人出で賑わう市民最大のイベントである「お城まつり」が行われる。ゆかたまつりやお城まつりに際しては多数の露店が建ち並び、お城まつりでは大手前通りでパレード等が行われる。

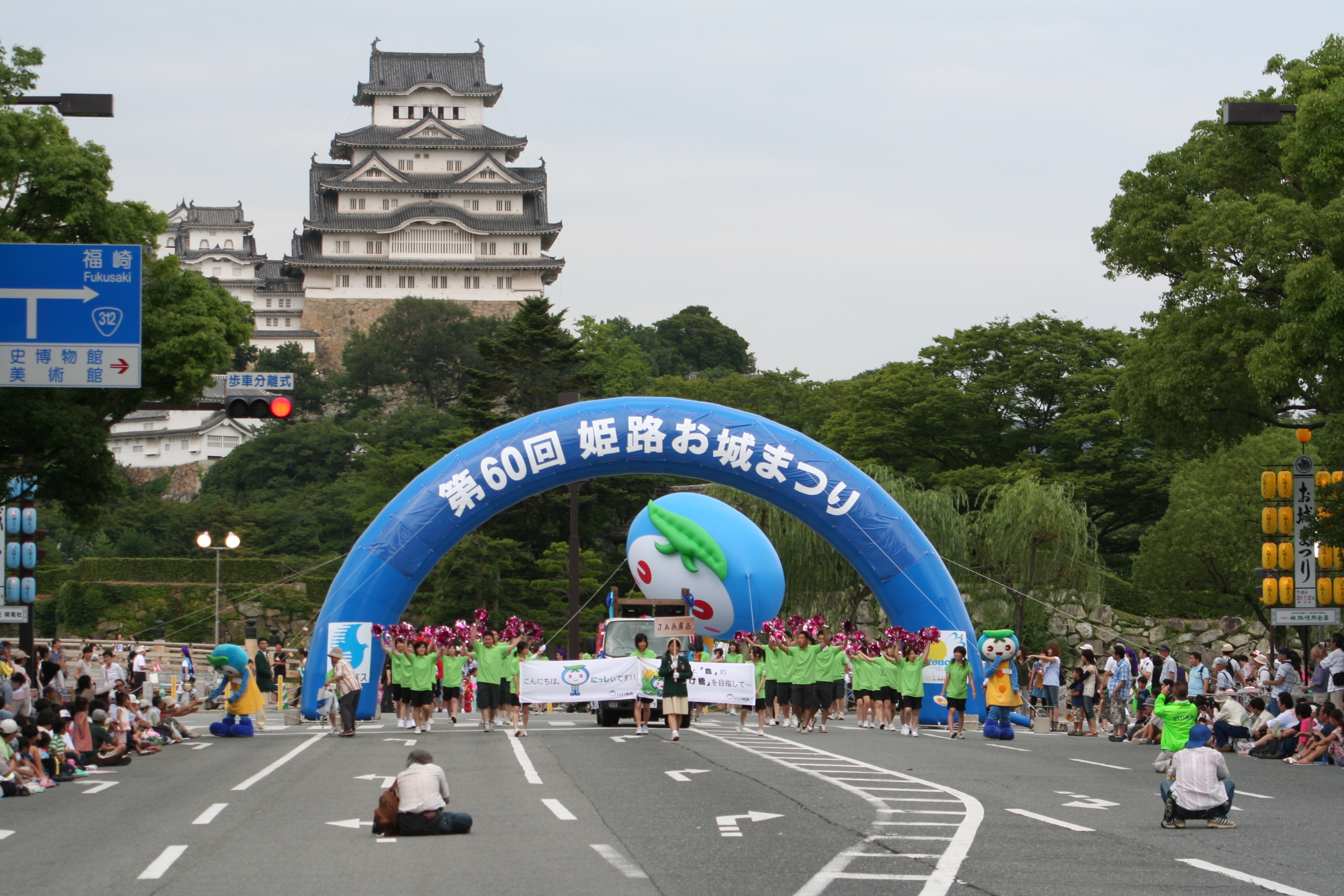
お城まつり
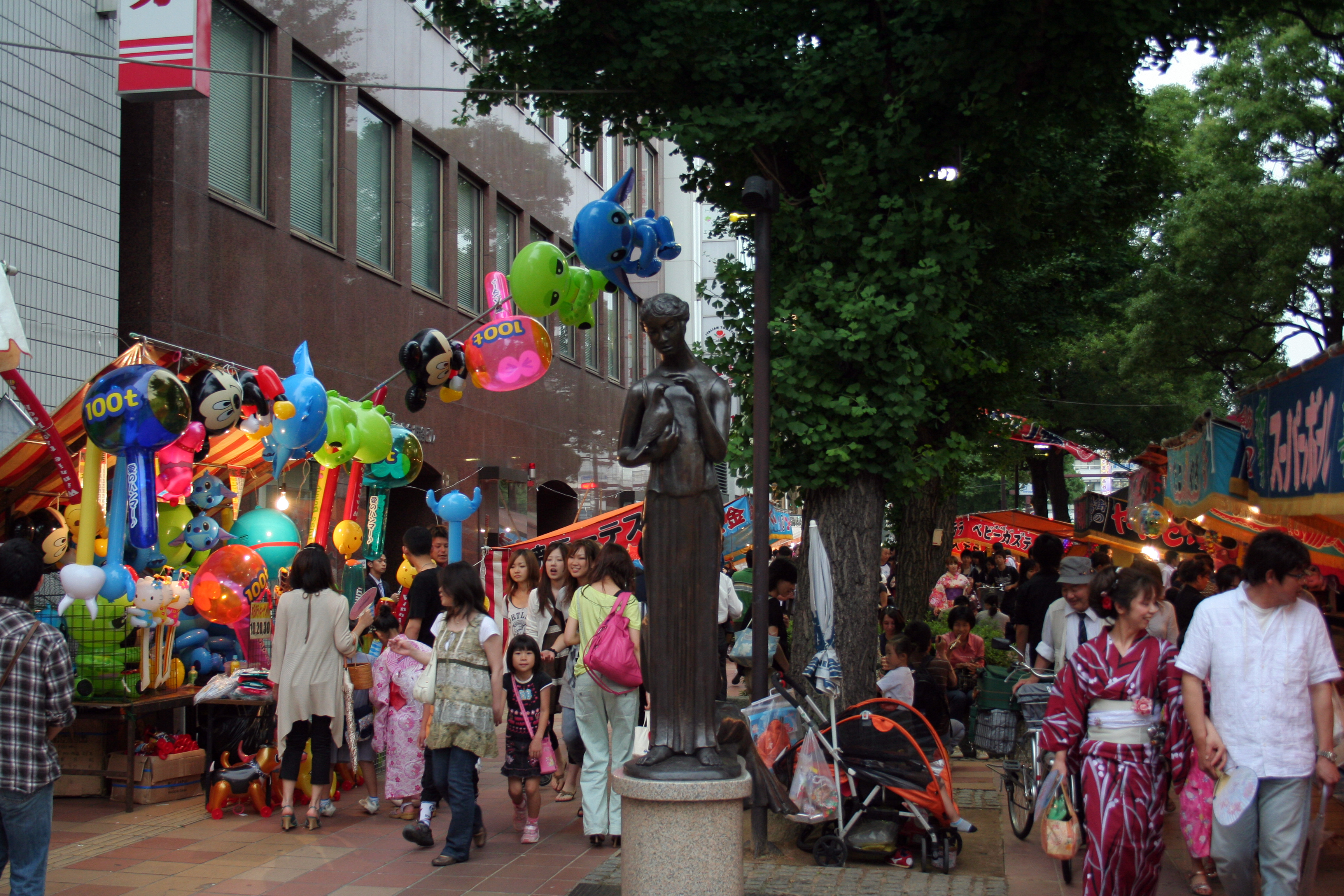
ゆかたまつり

## 周辺
2000年代以降、姫路市中心部は郊外の大型店舗に客を奪われ、店舗の閉鎖が相次いでいる。大手前通りに面していたダイエー姫路店が2002年（平成14年）1月に閉鎖した跡地に、高知市のひろめ市場をモデルにした複合型飲食施設「姫路ひろめ市場」が2003年（平成15年）4月にオープンしたが、客足が伸びず2004年（平成16年）10月に運営会社が自己破産した。跡地には銀ビルストアーが運営するボンマルシェ大手前店が2005年（平成17年）5月にオープンした。2013年（平成25年）以降、姫路駅新駅ビルとしてオープンしたピオレ姫路や、旧駅ビルのテナントなどが移転したフェスタ南館、旧地下街を統合・改修したGRAND FESTAが営業を開始して客足がJR姫路駅周辺に集中するようになった。また、2015年（平成27年）3月27日の姫路城・平成の大修理終了に伴うグランドオープンや、十二所前線南側のトランジットモール導入、姫路駅周辺地区総合整備事業「キャスティ21」コアゾーン整備で新たに商業施設（ホテルモントレ姫路、テラッソ姫路）等が建築されることもあり、人の流れが再度変化するとみられている。

## その他
姫路市は、大手前通りに「日本の道100選」の顕彰プレートを嵌め込んだ石柱を設置していたが、2013年（平成25年）10月に駅前広場を整備する際、石柱を別の市有地に移設した。ところが、2014年（平成26年）に当該市有地でビルの建設工事が開始された際、顕彰プレートを石柱ごと紛失。工事を施工した業者の誤廃棄と見られる。姫路市はミスを謝罪の上、2015年（平成27年）12月に複製した顕彰プレート（金属製）を再設置している。